# Mare (watergang)
De Mare is een voormalige veenrivier in Nederland. Het is tevens een aftakking van de Oude Rijn die zich bevindt tussen de locatie in de stad Leiden waar de Oude en de Nieuwe Rijn samenkomen en de Kagerplassen bij Warmond.

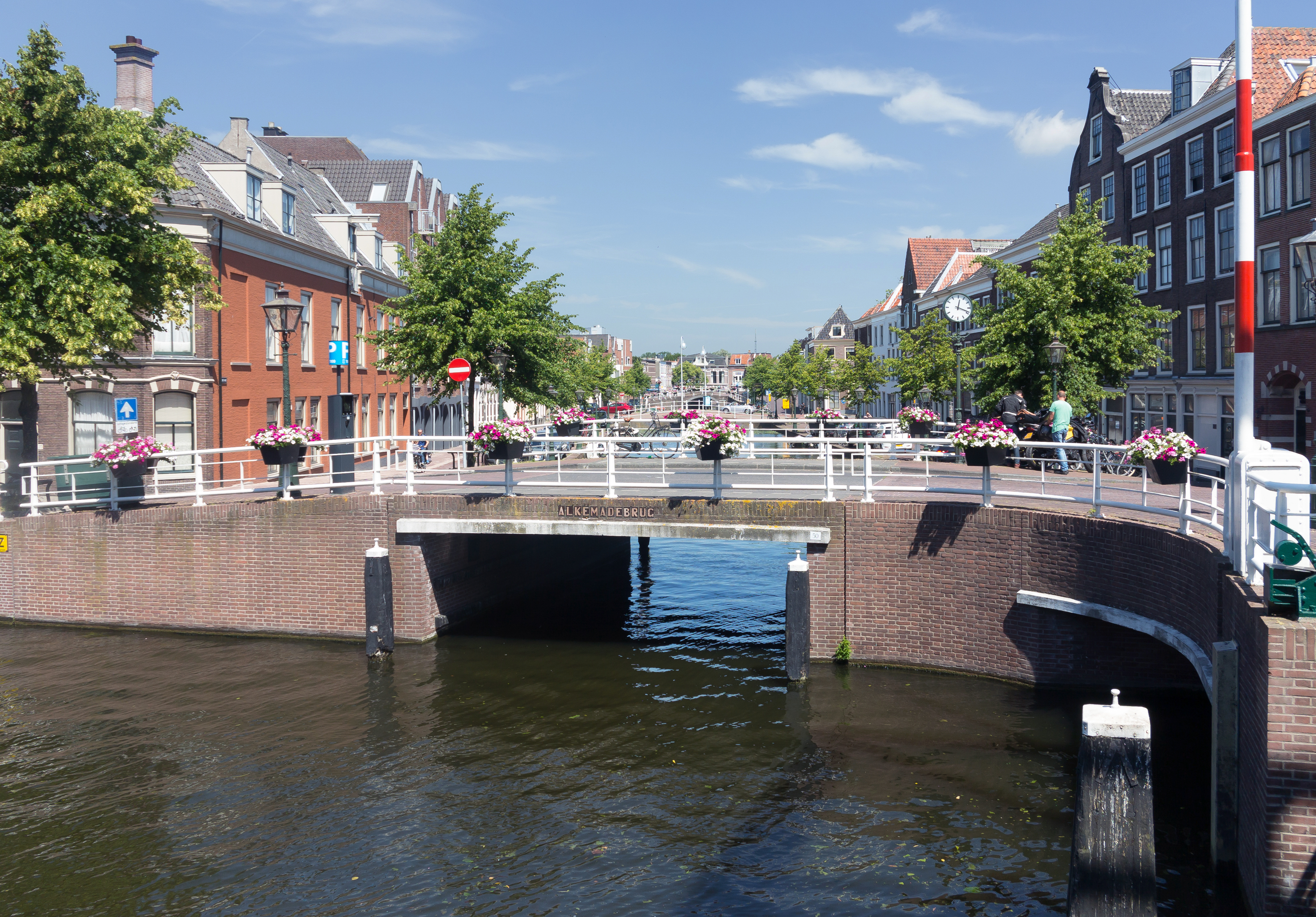
De Alkemadebrug bij de Korte Mare

Ten behoeve van de trekvaart naar Haarlem is het riviertje gekanaliseerd, waardoor het gedeelte tussen Leidse singels en de Kagerplassen nu Haarlemmertrekvaart wordt genoemd. Binnen de singels was het riviertje toen al gekanaliseerd. Het gedeelte tussen de Rijn en de Oude Vest (de Lange Mare en de Stille Mare) werd in 1953 gedempt. In de Korte Mare, tussen de Oude Vest en de Maresingel stroomt nog wel water, maar doorgaand waterverkeer is niet meer mogelijk door de aanwezigheid van een duiker onder de in 1964 gedempte Langegracht, nu een drukke verkeersweg.
Op de plek langs de Maresingel waar men via of langs de Mare de stad in of uit kon gaan, stond tot 1864 de Marepoort.
In Leiden en omgeving herinneren diverse benamingen en landschapselementen aan de voormalige rivier:
- Marekerk, gelegen aan de Lange Mare.
- Maredorp, een buurt in de Leidse binnenstad ten oosten van de Mare.

## Straten in Leiden
- Groene Maredijk
- Korte Mare
- Lange Mare
- Maredijk
- Maredijkhofje
- Maredijksepolderpad
- Marendorpse Achtergracht (tegenwoordig Van der Werfstraat)
- Marendorpse Dwarsstraat
- Marepoortkade
- Maresingel, singel bij de Mare
- Nieuwe Mare
- Stille Mare

## Aftakking
De Holle Mare, riviertje bij Oegstgeest en Warmond is een aftakking van de vroegere Mare.